# Unione Sportiva Dilettantistica Novese
Unione Sportiva Dilettantistica Novese é um clube de futebol da cidade de Novi Ligure, na Itália. Atualmente joga a Promozione (no sistema de ligas, é a sexta e antepenúltima divisão do futebol italiano).

## História
Fundado em 1919, viveu seu auge na temporada 1921-22, quando venceu o Campeonato Italiano ao superar o Sampierdarenese (uma das equipes que originaram a Sampdoria) por 2 a 1. Depois que foi rebaixada à Segunda Divisão em 1923-24, o clube perambulou entre as divisões inferiores do futebol italiano, chegando a ser refundado em 1939 e 1974. Em 2016, o Novese entrou em falência.
Até então, usava o Estádio Costante Girardengo (nome que homenageia o ciclista homônimo que era natural de Novi Ligure) em paralelo com o Campo Sportivo CentoGrigio, em Alexandria.
Na temporada 2017-18, o Novese regressou ao futebol, disputando a Terza Categoria (oitava e última divisão do futebol italiano) e com nova denominação (Associazione Sportiva Dilettantistica Novese), conquistando o acesso à Seconda Categoria.

## Curiosidade
A cidade de Novi Ligure (sede do Novese) é a menor do território italiano a ter um clube campeão nacional — no censo de 2018, tinha 28 228 habitantes.

## Títulos
- Campeonato Italiano: 1921-22